# Druzhkivka
Druzhkivka (en ucraniano: Дружківка; en ruso: Дружковка, romanizado: Druzhkovka) es una ciudad ucraniana perteneciente al óblast de Donetsk. Situada en el este del país, hasta 2020 estaba dentro del raión de Kostiantinivka, pero actualmente es parte del raión de Kramatorsk y centro del municipio (hromada) de homónimo.

## Geografía
Druzhkivka está localizada cerca de la unión entre el río Kriví Toréts y el río Kazenni Toréts, 12 km al sur de Kramatorsk y a 180 km de Donetsk.

## Historia
La primera mención escrita de la localidad de Druzhkivka data de 1781. A partir de los años 70 del siglo XIX, la ciudad creció alrededor de la estación de tren en la línea Kursk-Járkov-Azov. A principios del siglo XX, operaban plantas de fundición de hierro y acero, talleres de mecánica y una fábrica de azúcar. A partir de 1929, se establecieron fábricas de maquinaria y una planta metalúrgica. En 1938, recibió el estatus de ciudad. 
En la Segunda Guerra Mundial, las tropas de la Alemania nazi se apoderaron de Druzhkivka el 22 de octubre de 1941, y la mantuvieron ocupada hasta el 6 de febrero de 1943 y luego nuevamente del 9 de febrero al 6 de septiembre de 1943, cuando fue liberada por el Ejército Rojo. Durante su ocupación, las SS mataron a muchos judíos locales. Un testigo del pueblo describió a las SS colgando judíos a lo largo de la vía férrea.
Durante la guerra del Dombás, la ciudad fue capturada a mediados de abril de 2014 por separatistas prorrusos. La ciudad finalmente fue recuperada por las fuerzas ucranianas el 7 de julio de 2014, junto con Bajmut.
Tras la invasión rusa de Ucrania, la ciudad de Druzhkivka fue bombardeada en numerosas ocasiones, en particular el 5 de junio de 2022.

## Demografía
La evolución de la población de Druzhkivka entre 1923 y 2022 fue la siguiente:
| 3432                                                          | 5747 | 31 781 | 43 124 | 53 338 | 64 310 | 73 723 | 64 557 | 63 226 | 70 286 | 59 863 | 58 953 | 53 977 |
| (Fuente: Cities & Towns of Ukraine y UKRAINE: Größere Städte) |      |        |        |        |        |        |        |        |        |        |        |        |

Según el censo de 2001, el 64,4% de la población son ucranianos, el 32,2% son rusos y el resto de minorías son principalmente armenios (0,8%) y bielorrusos (0,7%). En cuanto al idioma, la lengua materna de la mayoría de los habitantes, el 70,3%, es el ruso; del 28,4% es el ucraniano.

## Galería

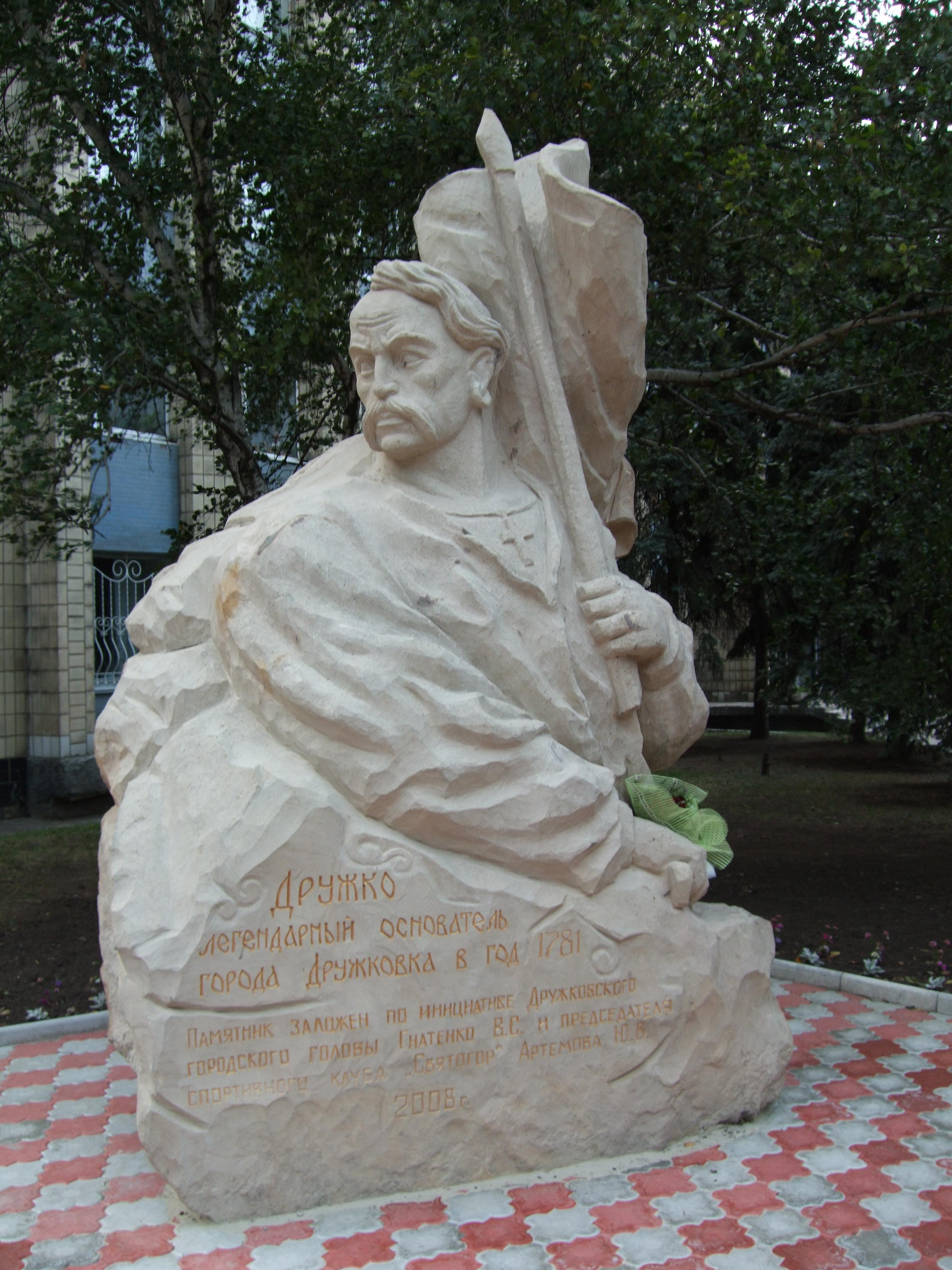
Monumento al cosaco Druzhkó, fundador legendario de la ciudad
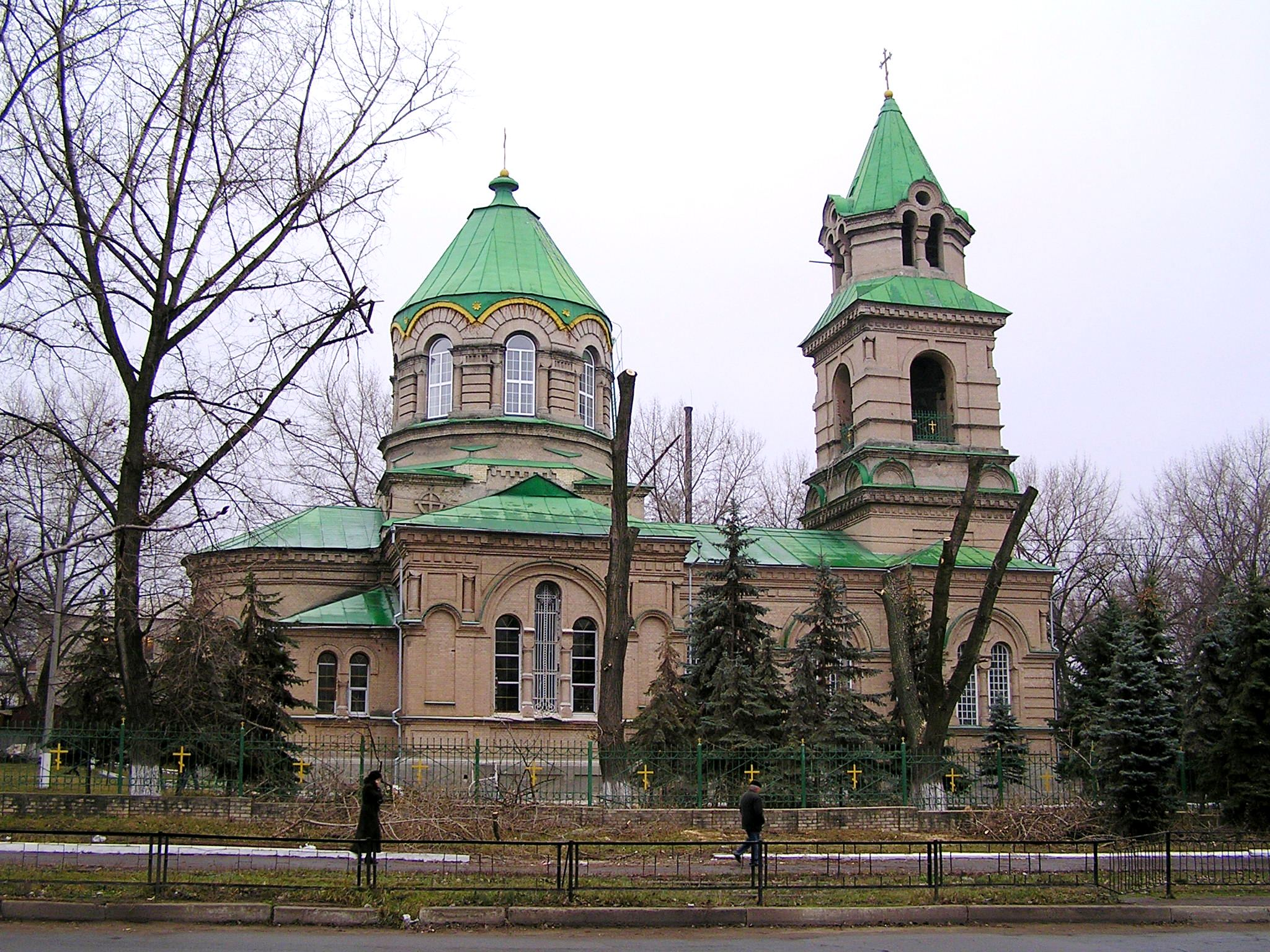
Iglesia de san Nicolás de Druzhkivka
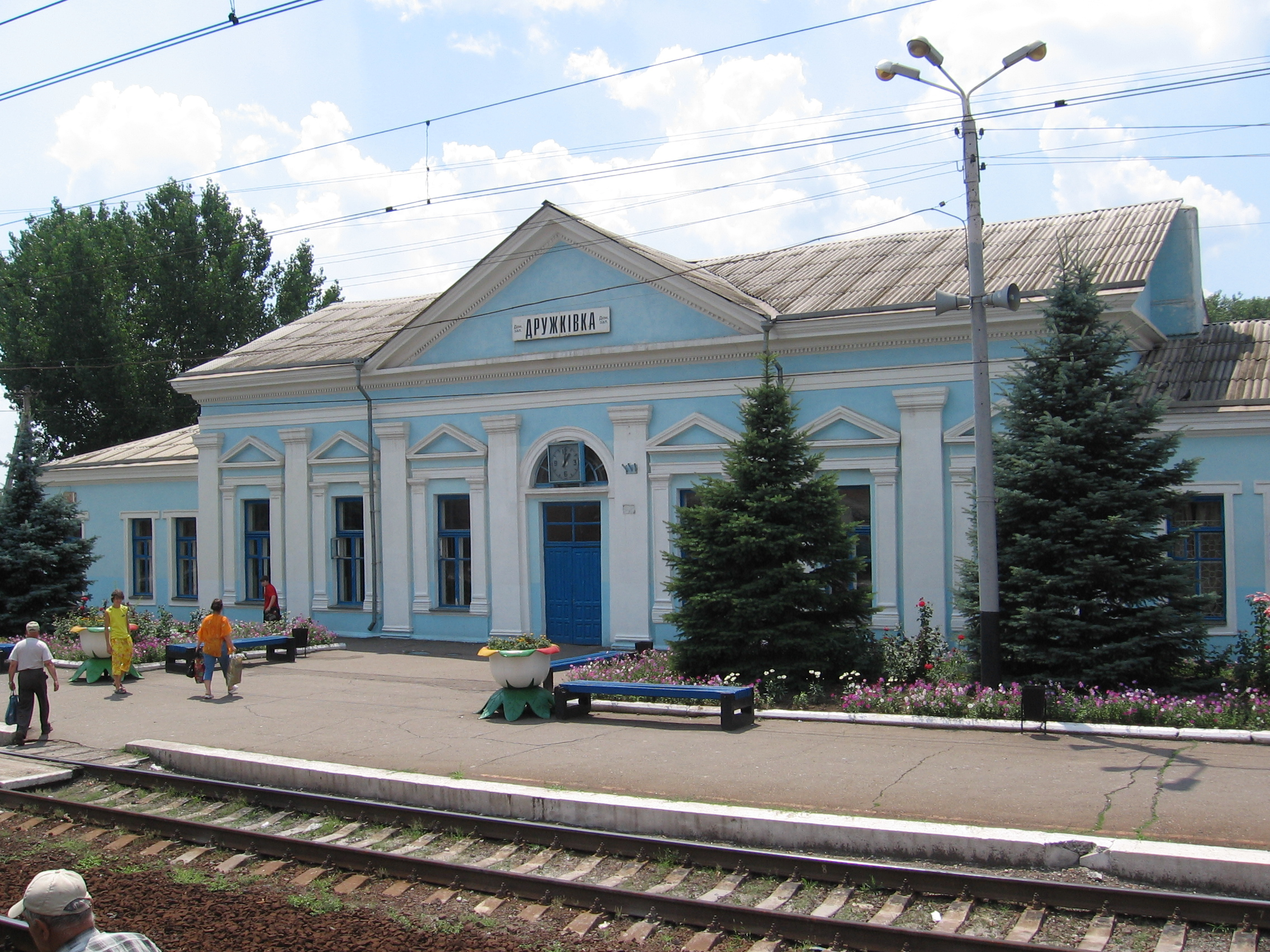
Estación de trenes de Druzhkivka